# Björnasjön (Bäckseda socken, Småland)
Björnasjön är en sjö i Vetlanda kommun i Småland och ingår i Emåns huvudavrinningsområde. Sjön är 18,2 meter djup, har en yta på 0,207 kvadratkilometer och är belägen 218,1 meter över havet. Vid provfiske har bland annat abborre, gädda, mört och sik fångats i sjön.

## Delavrinningsområde
Björnasjön ingår i det delavrinningsområde (635389-146164) som SMHI kallar för Inloppet i Värnen. Avrinningsområdets medelhöjd är 243 meter över havet och ytan är 51,6 kvadratkilometer. Det finns inga delavrinningsområden uppströms utan avrinningsområdet är högsta punkten. Skärveteån (Farstorpaån) som avvattnar avrinningsområdet har biflödesordning 3, vilket innebär att vattnet flödar genom totalt 3 vattendrag innan det når havet efter 149 kilometer. Delavrinningsområdet består mestadels av skog (75 procent). Avrinningsområdet har 1,09 kvadratkilometer vattenytor vilket ger det en sjöprocent på 2,1 procent.

## Fisk
Vid provfiske har följande fisk fångats i sjön:
- Abborre
- Gädda
- Mört
- Sik
- Siklöja